# Dale Begg-Smith
Dale Begg-Smith (Vancouver, Canada, 18 januari 1985) is een Australisch freestyleskiër. Hij won tijdens de Olympische Spelen van 2006 in Turijn de gouden medaille op de discipline moguls.

## Carrière
Begg-Smith skiede in eerste instantie in zijn tienerjaren voor Canada toen hij ruzie kreeg met zijn coaches, hij zou namelijk te veel tijd besteden aan zijn onlangs gevormde onderneming en te weinig aan training. Daarop besloot hij op 16-jarige leeftijd samen met zijn broer Jason Begg-Smith uit te komen voor Australië.
Tijdens de wereldkampioenschappen freestyleskiën 2007 won hij goud op het onderdeel moguls en zilver op het onderdeel dual moguls. Op de Olympische Spelen 2006 won hij de gouden medaille, bij de Olympische Spelen 2010 won hij een zilveren medaille, ook op het onderdeel moguls.